# Retórica

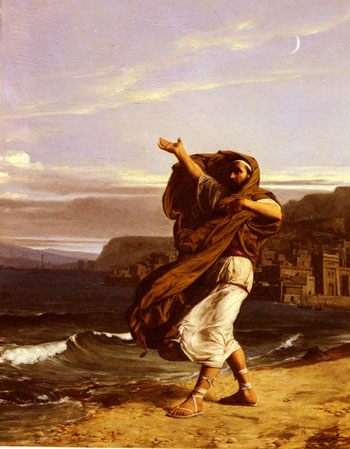
Demóstenes ejercitándose en el uso de la palabra, tela de Jean-Jules-Antoine Lecomte du Nouy (1842-1923).

La retórica es, desde su fundación disciplinar aristotélica, la «ciencia del discurso», otorgando a este una finalidad persuasiva y teniendo como objeto los asuntos generales. La retórica devino de inmediato, siguiendo su propia matriz, teoría literaria y, por tanto, disciplina de la serie modernamente denominada ciencia de la literatura. En un sentido reciente y muy general, es disciplina relativa distintos campos de conocimiento (ciencia de la literatura, ciencia política, publicidad, periodismo, ciencias de la educación, ciencias sociales, derecho, estudios bíblicos, música, etc.), que se ocupa de estudiar y de sistematizar procedimientos y técnicas de utilización del lenguaje, puestos al servicio de una finalidad persuasiva o estética, añadida a su finalidad comunicativa.
La retórica tiene su origen en la Grecia clásica, donde se entendía, como se sugiere en la voz latina ars bene dicendi, como la técnica de expresarse de manera adecuada para lograr la persuasión del destinatario. Etimológicamente, retórica es un helenismo que proviene del griego ρητορική [τέχνη], «rhetorikè (téchne)».
La retórica se configura como un sistema de procesos y recursos que actúan en distintos niveles en la construcción de un discurso. Tales elementos están estrechamente relacionados entre sí y todos ellos repercuten en los distintos ámbitos discursivos.

## Definición
En principio, la retórica se ocupó de la lengua hablada, pero su saber trascendió al discurso escrito e influyó poderosamente en la literatura cuando la palabra escrita ganó prestigio en el régimen imperial en Roma, si bien el discurso escrito suele considerarse como una transcripción limitada o imitación estrecha del discurso oral, en la actualidad, la retórica ha vivido un gran resurgimiento y sus enseñanzas se utilizan en publicidad, la academia, la política, así como en la defensa de puntos de vista durante los juicios civiles. Por otro lado, gracias a las nuevas tecnologías audiovisuales podemos hablar de una retórica de la imagen, ya que mediante una imagen o vídeo podemos hablar sobre algo utilizando figuras retóricas (metáfora, metonimia, prosopopeya, personificación, etc.).
La retórica ocupó un lugar importante en el sistema educativo antiguo y medieval, y hasta en el romanticismo su significación fue crucial dentro de las disciplinas humanísticas.
Son tres procesos complementarios los que conformaban el aprendizaje de la retórica: el estudio de los preceptos, la imitación de modelos y la práctica personal.

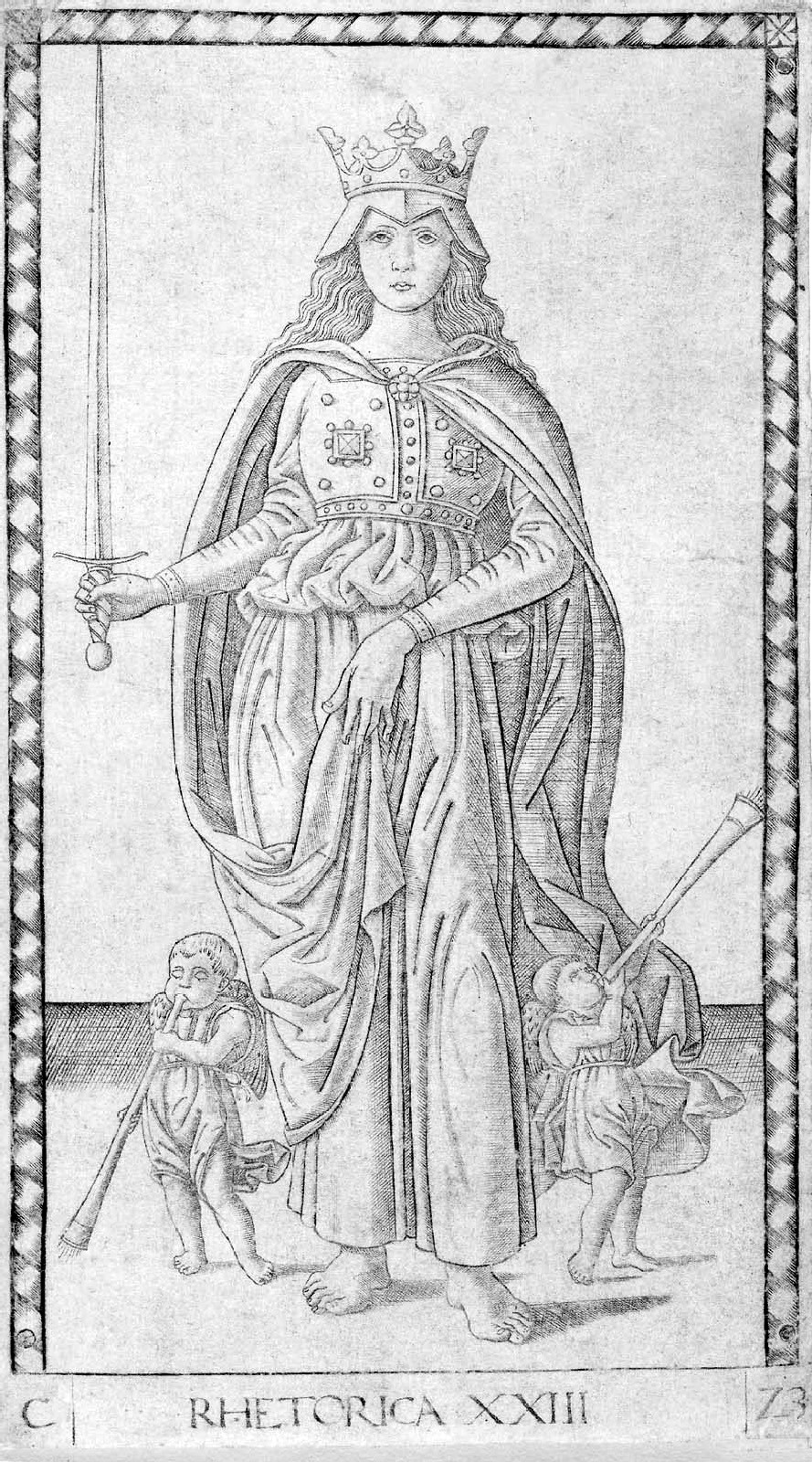
Personificación de la elocuencia, un grabado del, probablemente de Ferrara, Italia.

### La composición del discurso
La elaboración del discurso verbal y su exposición ante un auditorio son aspectos que exigen la atención a cinco dimensiones que se complementan. El discurso está conformado por la inventio, la dispositio y la elocutio;
- En cuanto a actividad oral, el discurso está configurado por la memoria y la actio.

#### Inventio(oinvenio)
La finalidad de esta fase es establecer los contenidos del discurso. El término inventio procede del latín invenire que a su vez procede del griego εὒρεσις que significa «hallazgo», pues de lo que se trata es que el orador seleccione, halle, en un repertorio prefijado de temas aquellos que son los más adecuados a su exposición. Se trata, mentalmente hablando, de invenire («hallar») en la memoria, llena de topoi o loci («tópicos» o «lugares» comunes) las ideas propias o heredadas de la sociedad en general, susceptibles de ser utilizadas en el discurso.
La tipología del tópico retórico incluye los siguientes elementos: persona, cosa, lugar, instrumento, causa, modo, tiempo, comparación y argumentación, a los que habrá que añadirse el tópico literario, en el caso de obras literarias.

#### Dispositio
Este término latino es una traducción del concepto de la retórica griega conocido como τἀξις que quiere decir «disposición». La finalidad de esta parte de la preparación discursiva es la organización de los elementos de la inventio en un todo estructurado. Son relevantes a este respecto el número de partes del discurso y su orden de aparición.
- En cuanto a las partes, los discursos pueden presentar una estructura bipartita (en la que las dos partes mantienen una tensión recíproca dentro del conjunto) o tripartita (en la que se supone un desarrollo lineal con principio, medio y fin).

La estructuración tripartita, la más frecuente, consta de un exordium o parte inicial que tiene por objeto captar la atención (el interés o favor) del oyente (captatio benevolentiae) e indicar a este la estructuración del discurso; una parte media con narratio (exposición del asunto y tesis del orador al respecto) y argumentatio (con las razones que sustentan dicha tesis); y, finalmente, una peroratio o recapitulación de lo dicho con apelaciones al auditorio.

##### La estructura del discurso

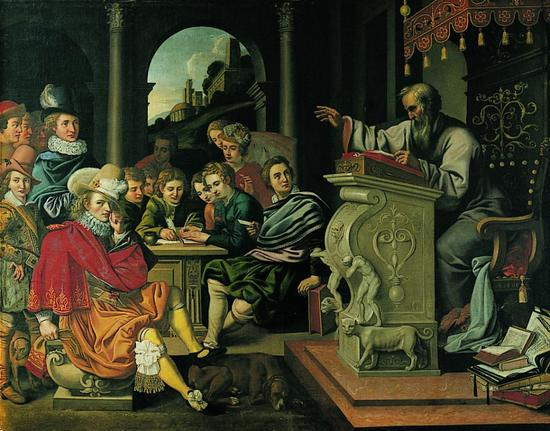
Pintura que ilustra la Retórica, una de las siete artes independientes, de Pieter Isaacsz.

El exordio busca hacer al auditorio benévolo, atento y dócil. Su función es señalizar que el discurso comienza, atraer la atención del receptor, disipar animosidades, granjear simpatías, fijar el interés del receptor y establecer el tema, tesis u objetivo.
La proposición es una enunciación breve y clara del tema que se va a tratar.
La división es la enumeración de las partes de que va a tratar el discurso.
La narración es el desarrollo o exposición, es la parte más extensa del discurso y cuenta los hechos necesarios para demostrar la conclusión que se persigue. Si el tema presenta subdivisiones, es preciso adoptar un orden conveniente (partitio o divisio). En la partitio tenemos que despojar al asunto de los elementos que no conviene mencionar y desarrollar y amplificar aquellos que sí conviene.
La argumentación es la parte donde se aducen las pruebas que confirman la propia posición revelada en la tesis de la exposición (confirmatio o probatio) y se refutan las de la tesis que sostiene la parte contraria (refutatio o reprehensio), dos partes que Quintiliano considera independientes, de forma que para él el discurso forense tendría cinco. La confirmación del empleo de argumentos lógicos y de las figuras estilísticas del énfasis. También es un lugar apropiado para el postulado o enunciado sin prueba, siempre que no debilite nuestra credibilidad, para lo cual hay que recurrir al postulado no veraz pero plausible (hipótesis), a fin de debilitar al adversario desorientando su credibilidad; lo mejor en ese caso es sugerirlo y no decirlo. Se recurre a una «lógica retórica» o dialéctica que no tiene que ver con la lógica científica, pues su cometido no es hallar la verdad sino convencer. Se funda más en lo verosímil que en lo verdadero, de ahí su vinculación con la demagogia. Para los discursos monográficos enfocados a la persuasión, convienen las estructuras gradativas ascendentes. En el caso del discurso periodístico, la tendencia del lector a abandonar al principio recomienda el uso de la estructura opuesta: colocar lo más importante al principio. La retórica clásica recomienda para los discursos argumentativos monográficos el orden nestoriano, el 2,1,3: esto es, en primer lugar los argumentos medianamente fuertes, en segundo lugar los más flacos y débiles y en último lugar los más fuertes.
La peroración es la parte destinada a inclinar la voluntad del oyente suscitando sus afectos, recurriendo a móviles éticos o pragmáticos y provocando su compasión (conquestio o conmiseratio) y su indignación (indignatio) para atraer la piedad del público y lograr su participación emotiva, mediante recursos estilísticos patéticos; incluye lugares de casos de fortuna: enfermedad, mala suerte, desgracias, etc. Resume y sintetiza lo que fue desarrollado para facilitar el recuerdo de los puntos fuertes y lanzar la apelación a los afectos; es un buen lugar para lanzar un elemento nuevo, inesperado e interesante, el argumento-puñetazo que refuerce todos los demás creando en el que escucha una impresión final positiva y favorable.

##### Los argumentos
Existen tres tipos de argumentos que pueden ser empleados en un discurso: los relativos al ethos, al pathos y al logos.
- Argumentos ligados al ethos: son de orden afectivo y moral y atañen al emisor del discurso; son, en suma, las actitudes que debe tomar el orador para inspirar confianza a su auditorio. Así, debe mostrarse:
  - Sensato y fiable: esto es, capaz de dar consejos razonables y pertinentes.
  - Sincero: no debe disimular lo que piensa o lo que sabe.
  - Simpático: debe mostrar que está preparado a ayudar a su auditorio.
- Argumentos ligados al pathos: de orden puramente afectivo y ligados fundamentalmente al receptor del discurso. Según Aristóteles, estos argumentos se basan en suscitar ira (ὀργή), calma (πραότης), odio (μίσος), amistad (φιλία), miedo (φόβος), confianza (θάρσος), vergüenza (αἰσχύνη), indignación (τὸ νεμεσάν), agradecimiento (χάρις), compasión (ἐλείνος) y envidia (φθόνος) por las virtudes de otro (ζήλος).[2]
- Argumentos ligados al logos: argumentos ceñidos al tema y mensaje mismo del discurso; se entra aquí en el dominio propiamente de la dialéctica y se utilizan sobre todo los deductivos y los analógicos.

El orden de las partes puede ser naturalis o artificialis. El ordo naturalis es el que respeta la propia naturaleza del discurso sin alteraciones intencionadas o el que sigue la tradición; el ordo artificialis, por el contrario, altera el orden habitual de las partes (por ejemplo, empezar una historia no por el principio sino en un momento ya avanzado de la misma, esto es, in medias res).

#### Elocutio
La elocutio afecta al modo de expresar verbalmente de manera adecuada los materiales de la inventio ordenados por la dispositio. En la actualidad, la elocutio es lo que se denomina estilo.
La elocutio se manifiesta a través de dos aspectos: las cualidades y los registros.
- Las cualidades elocutivas son tres: puritas, perspicuitas y ornatus.

La puritas es la corrección gramatical en la expresión lingüística, que busca, sobre todo, evitar el barbarismo o palabra incorrecta y el solecismo o construcción sintáctica errónea.
La perspicuitas es el grado de comprensibilidad del discurso, que se opone a la obscuritas.
El ornatus tiene por objeto embellecer el discurso con el uso de las distintas figuras literarias. Se trata del principal constituyente del elocutio pues en torno a él giran todos los elementos de la configuración estilística. Consta de dos formantes básicos: la elección de palabras (véase: tropos y figuras) y su combinación (compositio).
- Los registros de la elocución (genera elocutionis) son modalidades estilísticas que dependen de la combinación de las cualidades elocutivas. Se pueden identificar varios pero tradicionalmente se habla de tres modelos básicos:

El genus humile o estilo llano tiene por objeto la enseñanza; se caracteriza por la puritas y la perspicuitas, y un ornatus poco desarrollado.
El genus medium o estilo medio pretende deleitar; se caracteriza por una mayor presencia del ornatus que en el anterior.
El genus sublime o estilo elevado busca conmover y las cualidades elocutivas están presentes en grado máximo.

##### Lacompositio
La compositio analiza la estructura sintáctica y fónica de los enunciados, esto es, sus constituyentes y sus distintas posibilidades de distribución en el discurso. Así, se distinguen la compositio sintáctica (centrada en la oración y sus partes) y la compositio fonética (centrada en la combinación de palabras en la oración por razones fonéticas).
- La compositio sintáctica: se distinguen dos tipos de estilo: el estilo suelto o seguido y el estilo periódico o periodo.

La primera diferencia entre ambos es de tipo estructural y lógico-semántica: en el periodo existe una estructura periódica que presenta varias partes con autonomía argumentativa para cada una de ellas; en cambio, en el estilo suelto no existe esa estructuración, de forma que las ideas se suceden hasta llegar a la conclusión.
La segunda diferencia es de orden rítmico: en el periodo hay que tener en cuenta el numerus (el correlato en latín del metro en poesía, que se basaba en las cantidades vocálicas), mientras que en el estilo suelto esto es irrelevante.

#### Memoria
La memorización del discurso elaborado depende de dos tipos de memoria según los tratadistas clásicos: la memoria naturalis (la innata) y la memoria artificiosa, que implica una serie de procedimientos mnemotécnicos para facilitar el recuerdo.

#### Actio
También llamada pronuntiatio, se ocupa de la declamación del discurso, prestando atención a la modulación de la voz y de los gestos, que debe estar en consonancia con el contenido de aquel.

### Los géneros oratorios
Existen tres géneros de discursos de oratoria: el genus iudiciale (género judicial o forense), el genus deliberativum (género deliberativo o político) y el genus demonstrativum (género demostrativo o epidíctico).
- El genus iudiciale es el que corresponde a las exposiciones realizadas ante un juez con el objetivo de acusar o defender, respecto de un asunto del pasado, una causa planteada en término de justicia frente a injusticia. Sus polos son acusación y defensa
- El genus deliberativum es el que corresponde a los discursos pronunciados ante una asamblea; el orador pretende aconsejar o disuadir en términos de utilidad. Frente al género judicial, que se centra en acontecimientos pasados, el tema de los discursos deliberativos es cómo afrontar en el futuro un determinado asunto.
- El genus demonstrativum se centra en individuos particulares a los que se trata de alabar o denostar ante un público; se ocupa de hechos pasados y se dirige a un público que no tiene capacidad para influir sobre los hechos, sino tan solo de asentir o disentir sobre la manera de presentarlos que tiene el orador, alabándolos o vituperándolos. Está centrado en lo bello y en su contrario, lo feo. Sus polos son, pues, la alabanza o encomio y el denuesto o vituperio.

|                 | Auditorio  | Tiempo dominante          | Acto                     | Valores         | Tipo de Argumento      |
| --------------- | ---------- | ------------------------- | ------------------------ | --------------- | ---------------------- |
| El judicial     | Jueces     | Pretérito perfecto simple | Acusar - defender        | Justo - injusto | Entimema (o deductivo) |
| El deliberativo | Asamblea   | Futuro imperfecto         | Aconsejar - desaconsejar | Útil - inútil   | Ejemplo (o inductivo)  |
| El epidíctico   | Espectador | Presente                  | Alabar - denostar        | Noble - vil     | Amplificación          |

Además de estos tres géneros, existen siete especies (εἲδη): la suasoria (προτρεπτικόν), disuasoria (ἀποτρεπτικόν), laudatoria (ἐγκωμιαστικόν), vituperadora (ψητικόν), acusatoria (κατηγορικόν), exculpatoria (ἀπολιγικόν) y la indagatoria (ἐξεταστικόν). Estas especies están presentes en los tres géneros. En el deliberativo, puesto que se busca convencer al auditoriο de una determinada tesis, las más frecuentes son la suasoria y la disuasoria. En el judicial, en el que hay que defenderse de acusaciones o realizarlas, predominan las especies acusatoria y exculpatoria y en el epidíctico, que sirve para reforzar los valores de una comunidad, la laudatoria y la vituperadora.
Aunque predοminen más en determinados discursos, las siete especies están en los tres géneros. En un discurso deliberativo se puede utilizar la especie acusatoria y la vituperadora, por ejemplo, el político que propone una ley puede acusar a su rival de algo o hacerle un vituperio con el fin de desacreditarlo. De la misma manera, en el discurso judicial son frecuentes las especies vituperadora y laudatoria. Un caso muy conocido es el discurso de Cicerón Pro Archia Poeta en el que hay un extenso elogio de la poesía.
En la Edad Media se añadieron a los anteriores las llamadas artes: ars praedicandi (sobre la técnica de elaborar sermones), ars dictandi (o ars dictaminis, sobre el arte de escribir cartas) y las ars poetriae (preceptos gramaticales, métricos y retóricos para escribir poesía).

#### Orígenes

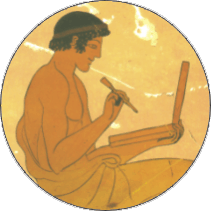
La retórica fue la primera de las « siete artes liberales » del mundo greco-romano, junto a la gramática, la dialéctica, la geometría, la aritmética, la astronomía, y la música.

#### Los géneros retóricos

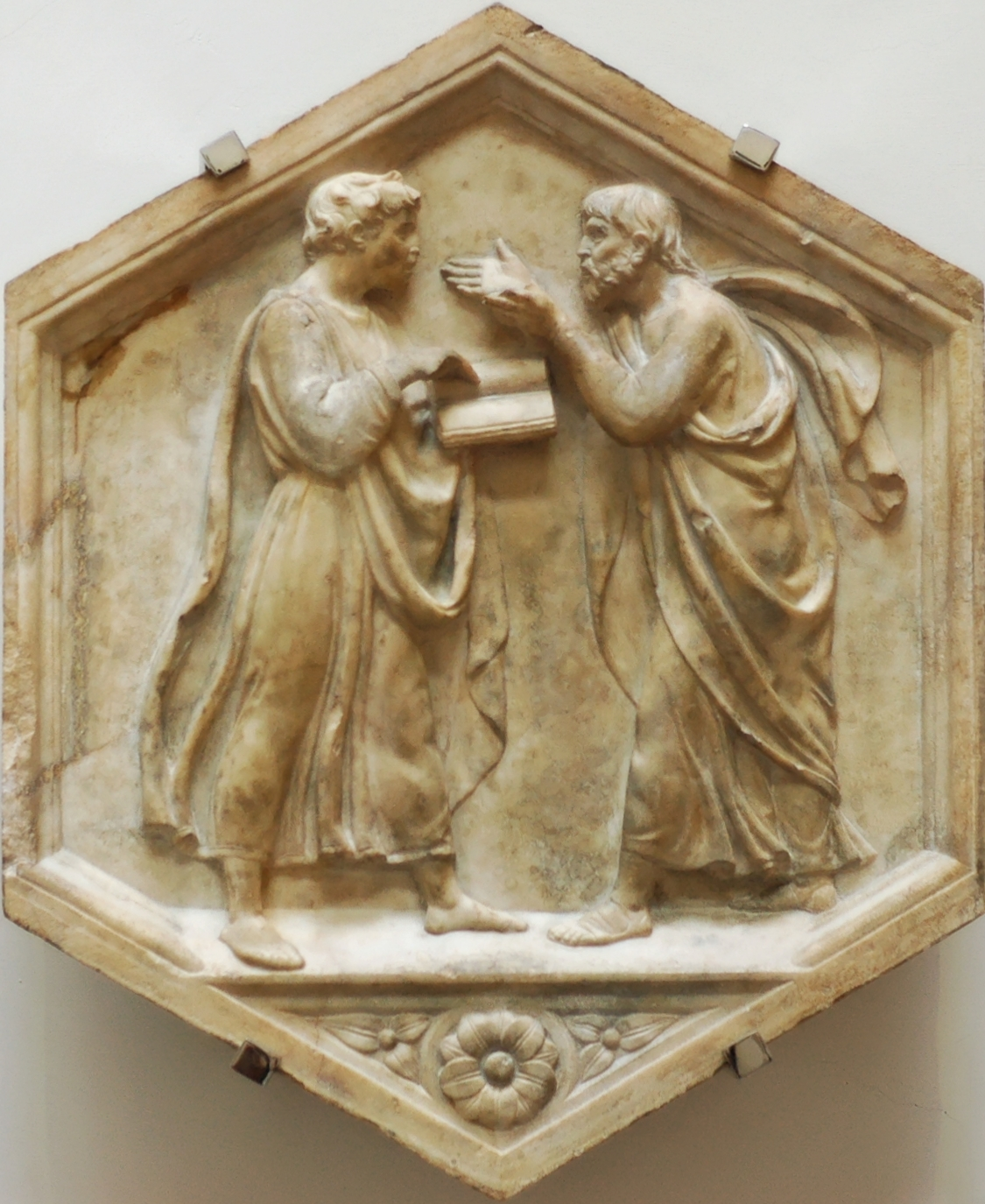
«Platón y Aristóteles» o la «filosofía». Tablero de mármol que proviene de la fachada norte, registro inferior, del Campanile de Florencia.

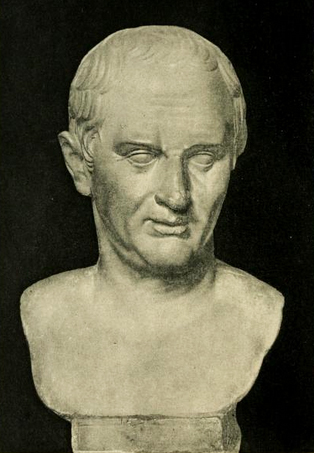
Busto de Marco Tulio Cicerón, el gran orador romano.

## Historia de la retórica

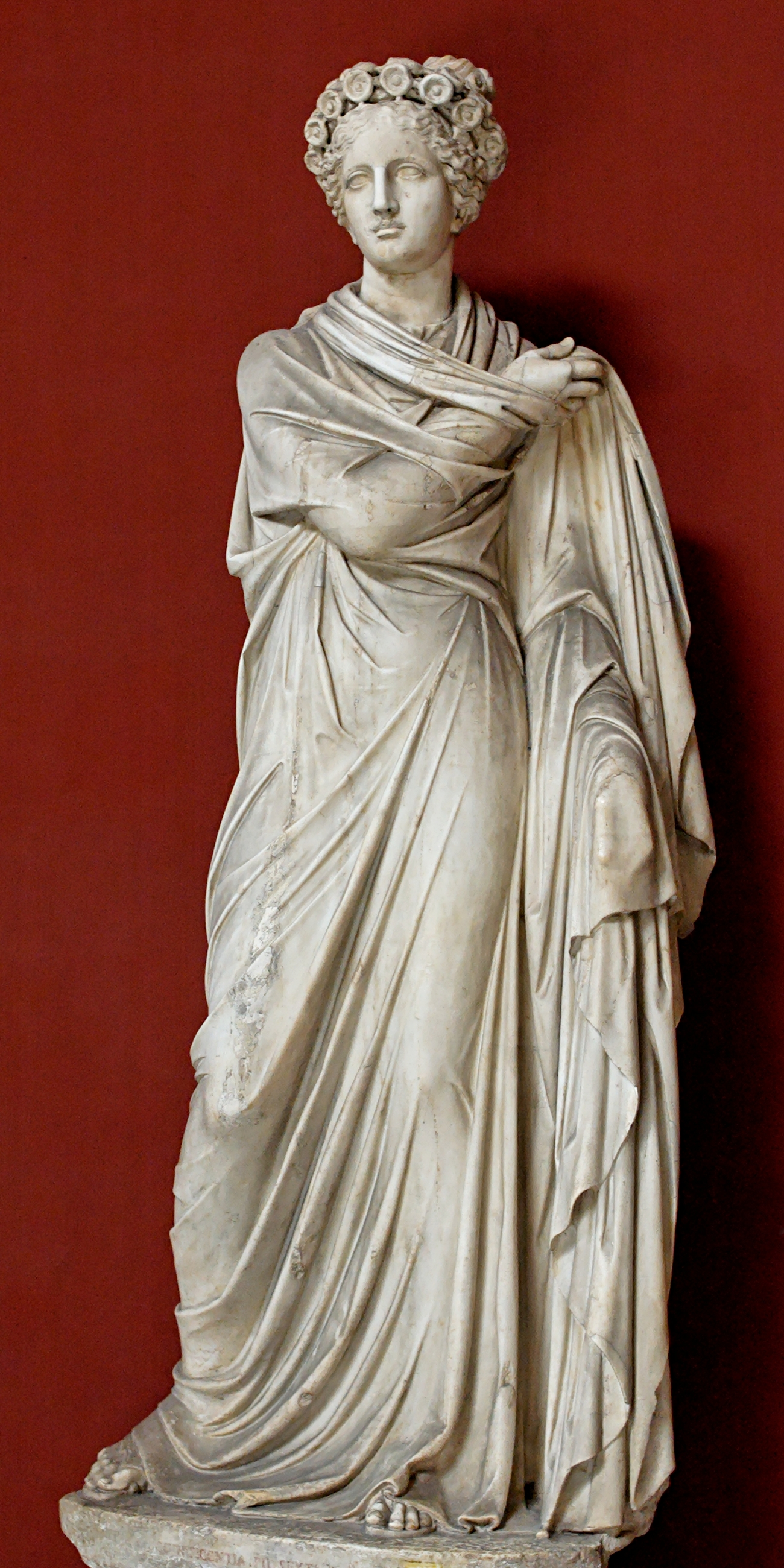
Polimnia, musa de la poesía-lírica-sacra, obra romana en mármol del.

### La Atenas clásica